# Конвалія срібляста (фільм)
«Конвалія срібляста» («рос. Ла́ндыш серебри́стый») — російський художній фільм режисера Тиграна Кеосаяна . Прем'єра картини відбулася 14 грудня 2000 року в московському кінотеатрі «Пушкінський» , потім прокат продовжився більше ніж у ста містах країни .

## Сюжет
Зоя Мисочкіна, дочка провінційного сержанта міліції Євгена Мисочкіна, мріє стати співачкою. Вона відчайдушно прагне в Москву, брати уроки співу, щоб її взяли співачкою в вокзальний ресторан, але батько кожен раз знімає її з поїзда і повертає в рідні Локотки.
Після чергової невдалої спроби виїхати в Москву доля прямо в місцевому КПЗ зводить її з двома московськими продюсерами, Левом Болотовим і Стасом Придорожнім, які тільки що розлучилися зі своєю підопічною, зіркою Ірмою , і в результаті витівки, викликаної запоєм Льови, були затримані за хуліганство.
Зоя допомагає продюсерам вибратися з КПЗ і ув'язується за ними в Москву. Перший час дівчина відчайдушно набридає чоловікам, особливо Льові, якого дратує в Зої все, а особливо запах її парфумів - «Конвалії сріблястої». Але завдяки певному збігу обставин Стас і Льова, почувши, як Зоя співає, приймають рішення зайнятися її розкруткою. Паралельно з цим Зоя закохується в Льову, але той після розриву з колишньою дружиною Ірмою, що пішла від нього до Стаса, вважає за краще швидкоплинні інтрижки з жінками, а Зоя виявилася для нього лише черговою пригодою в ліжку.
Раптово приїхав з Англії син Ірми і Стаса, студент на ім'я Людвіг (як назвати їх майбутнього сина - «як собаку Ірми» - запропонував Льова, який застав «найкращого другп з коханою дружиною»), готовий одружитися на Зої, але вона не сприймає його серйозно. У якийсь момент Зоя бачить Льову в обіймах молодої красуні і від образи зривається в Локотки, прихопивши з собою Людвіга. Нещасні виявляються всі: Зоя оплакує свою любов в кабіні вантажівки на шляху в рідне містечко; Ірма плаче в своєму дорогому авто, тому що її ніхто не любить; Льова нервово курить і вже не звертає уваги на крики своєї довгоногої пасії; Стас переживає почуття провини перед Льовою і Ірмою.
Фільм закінчується тим, що Зоя, по суті, домоглася, чого хотіла з самого початку: вона співає в ресторанчику на вокзалі станції «Локотки». Але чи щаслива вона? Доспівавши чергову пісню, вона раптово бачить за столиком втомленого Стаса, а біля краю сцени - усміхненого Льову ...

## У ролях
- Олександр Цекало — Льова Болотов, музичний продюсер[5]
- Юрій Стоянов — Стас Придорожній, музичний продюсер[6]
- Олеся Железняк — Зоя Мисочкіна, провінційна дівчина, яка стала «зіркою»[7]
- Володимир Ільїн[8] — сержант міліції Євгеній Мисочкин, батько Зої
- Олена Хмельницька — Ірма, співачка[9]
- Валерій Гаркалін — Роман Кромін[10]
- Данило Бєлих — Людвиг
- Георгій Мартиросьян — коханець Ірми
- Олеся Судзиловська — Катя, блондинка
- Євген Воскресенський — Сергій, журналіст
- Роланд Казарян — звукорежисер
- Анна Маркова — журналістка
- Спартак Сумченко — бандит
- Тіна Баркалая — жінка в клубі
- Олексій Гришин — п'яний хлопець
- Володимир Долинський — стоматолог / кухар
- Віктория Толстоганова — дівчина
- Вікторія Романова — офіціантка
- Юлія Півень — Люся
- Юрій Шумило — імпресаріо
- Авангард Леонтьєв
- Тигран Кеосаян — відвідувач в клубі

## Знімальна група
- Автори сценарію: Ганна Слуцькі, Тигран Кеосаян
- Режисер-постановник: Тигран Кеосаян
- Продюсери: Валерій Білоцерківський, Фелікс Клейман
- Оператор-постановник: Ілля Дьомін
- Композитор: Сергій Терехов

## Саундтрек[11]
| №  | Пісня                 | Виконавець        |
| -- | --------------------- | ----------------- |
| 1  | Без тебе              | Теона Контрідзе   |
| 2  | Осінь                 | Теона Контрідзе   |
| 3  | Не виходь з будинку   | Леонід Агутін     |
| 4  | Соло (версія 1)       | Ігор Бутман       |
| 5  | Не чекай мене         | Анжеліка Варум    |
| 6  | Навіщо тобі це треба? | Олександр Буйнов  |
| 7  | він пов'язаний        | Валерій Сюткін    |
| 8  | Історія               | Олександр Цекало  |
| 9  | Лапочка               | Володимир Ільїн   |
| 10 | Соло (версія 2)       | Ігор Бутман       |
| 11 | Цинандалі             | Отпетые мошенники |
| 12 | Тема з фільму         | Сергій Терехов    |
| 13 | Без тебе (блюз)       | Теона Контрідзе   |

Через 4 роки був знято продовження фільму-серіал «Конвалія срібляста 2». У фільмі більше не фігурує персонаж Зої Мисочкиної (оскільки вона через 2 роки після подій першого фільму пішла до інших продюсерів) і кожна серія є самостійною закінченою історією, присвяченій розкручуванні головними героями нової зірки. 

## Нагороди
- У 2001 році фільм зайняв третє місце на конкурсі Великого глядацького журі кінофестивалю «Вікно в Європу» [15] [16].